# Pankration
Pankration er en disciplin der fandtes ved antikkens Olympiske Lege, Pythiske Lege, Isthmiske Lege og Nemeiske Lege.
Pankration er en blanding af brydning og nævekamp. På græsk betyder ordet pankration da også "alkamp", netop fordi alt var tilladt i denne disciplin.